# Bandera de Juncosa
La bandera oficial de Juncosa (Garrigues) té la següent descripció:
Bandera apaïsada de proporcions dos d'alt per tres de llarg, blanca, amb la rella negra de l'escut al mig, d'una altura de 7/9 parts de l'alt del drap i envoltada amb dues branques d'olivera de color verd.
La rella representa sant Isidre, patró del municipi. Les dues branques d'olivera són un ornament exterior de l'escut que s'ha inclòs a la bandera per la importància d'aquest producte en l'economia local.
Va ser aprovada el 30 de juliol de 1991 i publicada en el DOGC el 9 d'agost del mateix any amb el número 1478.

## Curiositat
Banderes que també carreguen una rella

Bandera de les Masies de Voltregà
Bandera de Tavèrnoles
Bandera de Tornabous